# بوشل (تورینگن)
بوشل (به آلمانی: Büchel) یک شهر در آلمان است که در زومردا واقع شده‌است. بوشل ۲۴۶ نفر جمعیت دارد.